# Eddyville (Iowa)
Eddyville es una ciudad repartida entre los condados de Monroe, Wapello y Mahaska, Estado de Iowa, Estados Unidos. Según el censo de 2010 tenía una población de 1.024 habitantes.

## Geografía
Según la Oficina del Censo de los Estados Unidos, la localidad tiene un área total de 3,06 km², la totalidad de los cuales 3,06 km² corresponden a tierra firme.

## Demografía
Según el censo de 2010, había 1024 personas residiendo en la localidad. La densidad de población era de 334,64 hab./km². Había 449 viviendas con una densidad media de 146,73 viviendas/km². El 96,48% de los habitantes eran blancos, el 0,1% afroamericanos, el 0,1% amerindios, el 0,1% asiáticos, el 1,56% de otras razas, y el 1,66% pertenecía a dos o más razas. El 2,44% de la población eran hispanos o latinos de cualquier raza.
Según el censo de 2000, había 424 hogares, en el 32,8% había menores de 18 años, el 50,0% pertenecía a parejas casadas, el 11,1% tenía a una mujer como cabeza de familia, y el 34,2% no eran familias. El 27,8% de los hogares estaba compuesto por un único individuo, y el 13,2% pertenecía a alguien mayor de 65 años viviendo solo. El tamaño promedio de los hogares era de 2,51 personas, y el de las familias de 3,07.
La población estaba distribuida en un 27,7% de habitantes menores de 18 años, un 10,9% entre 18 y 24 años, un 27,9% de 25 a 44, un 19,8% de 45 a 64, y un 13,6% de 65 años o mayores. La media de edad era 34 años. Por cada 100 mujeres había 93,5 hombres. Por cada 100 mujeres de 18 años o más, había 88,0 hombres.
Los ingresos medios por hogar en la localidad eran de 32.446 dólares ($), y los ingresos medios por familia eran 40.875 $. Los hombres tenían unos ingresos medios de 31.250 $ frente a los 21.304 $ para las mujeres. La renta per cápita para la ciudad era de 16.354 $. El 12,0% de la población y el 7,2% de las familias estaban por debajo del umbral de pobreza. El 11,9% de los menores de 18 años y el 12,9% de los habitantes de 65 años o más vivían por debajo del umbral de pobreza.